# برومیو
برومیو (به ایتالیایی: Bormio) یک کومونه در ایتالیا است که در استان سوندریو واقع شده‌است.

## خصوصیات
برومیو ۴۱ کیلومترمربع مساحت و ۴٬۰۸۸ نفر جمعیت دارد و ۱٬۲۲۵ متر بالاتر از سطح دریا واقع شده‌است.
این ناحیه با جمعیت نسبتاً کمی که دارد (اندکی بیش از 4000نفر )یکی از مشهورترین مراکز تفریحی زمستانی در ایتالیاست.